# 乌拉孜汗·阿合买提
乌拉孜汗·阿合买提（1938年—），也作乌拉孜罕·阿合买提、乌拉孜汗·阿合麦德、乌拉孜汗·阿赫麦德、乌拉孜汗·艾合买提，中国哈萨克族作家，新疆霍城人。

## 生平
1938年，乌拉孜汗·阿合麦德出生于新疆省霍尔果斯县的萨尔布拉克，并在萨尔布拉克度过童年。乌拉孜汗的父亲叫热合曼别克，乌拉孜汗的姓氏阿合麦德是其祖父的名字。祖父阿合麦德年轻时曾凭借经商致富，在当地享有较高声望，家中常有各族进步人士和阿肯弹唱者、民间歌手欢聚活动。乌拉孜汗的父母是当地很有名气的艺人，常有其他艺人到家中切磋技艺。受家庭影响，乌拉孜汗自幼对文学、艺术有着浓厚的兴趣。
1945年，乌拉孜汗祖父去世。1947年，乌拉孜汗父亲去世。乌拉孜汗在亲戚朋友的帮助下读完小学和中学课程。1955年，乌拉孜汗考入新疆学院文学系，只身前往乌鲁木齐求学。期间，乌拉孜汗开始尝试创作。1956年，其处女作《小画家》在《曙光》第4期上发表，是一部反映儿童生活的小说。1959年，从新疆学院文学系毕业。反右运动中，被划为“小集团成员”、“地方民族主义分子”，后被送往塔里木劳动教养。1962年，回到家乡萨尔布拉克。1979年，得到平反。
乌拉孜汗曾担任《伊犁河》杂志编辑、主编，伊犁州文联主席，新疆作协理事等职务。1985年，乌拉孜汗加入中国作家协会。

## 创作
乌拉孜汗·阿合麦德长期在农村生活，并因此为其文学创作积累了丰富的素材，发表了大量反映农村劳动人民生活的短篇小说，创作有中篇小说集《绿色的山恋》，短篇小说集《春天的思考》、《不灭的灯》，以及长篇小说《巨变》等作品。
乌拉孜汗的小说主要取材于哈萨克族人民的日常生活，以表现在不同社会发展阶段哈萨克族的社会生活为主题，塑造的人物形象很多都是在传统习惯和现代意识曲折徘徊后最终积极地顺应时代发展的形象。他的小说不仅重视谋篇布局，人物形象生动，而且有很多富有生活气息的比喻、格言和俗语。

## 荣誉
1984年发表的短篇小说集《春日的遐想》曾获得建国三十年新疆文学作品一等奖；描述1960年代哈萨克族农村人民生活的长篇小说《巨变》获得第一届全国少数民族文学创作评奖长篇小说集奖、新疆文学一等奖。短篇小说《灵感的源泉》曾获得第二届（1981—1984年）全国少数民族文学创作评奖二等奖。《母与子》和《婚礼之夜》均曾获新疆维吾尔自治区文学作品奖。哈萨克文中短篇小说集《骏马之驹》曾获得第十届全国少数民族文学创作“骏马奖”中短篇小说奖。

## 备注
1. ↑  一说中文系[3]
2. ↑  一说为劳动改造[2]